# Актельское сельское поселение
Актельское се́льское поселе́ние — муниципальное образование в Шебалинском муниципальном районе Республики Алтай Российской Федерации.
Административный центр — село Актел.

## История
Статус и границы сельского поселения установлены Законом Республики Алтай от 13 января 2005 года № 10-РЗ «Об образовании муниципальных образований, наделении соответствующим статусом и установлении их границ»

## Население
| 2010 | 2011 | 2012 | 2013 | 2014 | 2015 | 2016 |
| ---- | ---- | ---- | ---- | ---- | ---- | ---- |
| 407  | →407 | ↗410 | ↗413 | ↗416 | ↘409 | ↗423 |
| 2017 | 2018 | 2019 | 2020 | 2021 |      |      |
| ↘397 | ↗399 | ↘392 | ↘390 | ↘297 |      |      |

## Состав сельского поселения
| № | Населённый пункт | Тип населённого пункта       | Население |
| - | ---------------- | ---------------------------- | --------- |
| 1 | Актел            | село, административный центр | ↗344      |
| 2 | Камай            | село                         | ↗79       |